# چایلی (مراوه‌تپه)
چایلی یک منطقهٔ مسکونی در ایران است که در دهستان مراوه‌تپه واقع شده‌است. براساس سرشماری مرکز آمار ایران در سال ۱۳۹۵، چایلی ۳۰۶ نفر جمعیت دارد.